# United Party for National Development
De United Party for National Development (Nederlands: Verenigde Partij voor Nationale Ontwikkeling) is een liberale partij in Zambia die in 1998 werd opgericht en is aangesloten bij het Afrikaans Liberaal Netwerk..
De UPND werd in december 1998 opgericht door Anderson Mazoka die zich kort daarvoor had afgescheiden van de Movement for Multiparty Democracy (MMD) en wist aanvankelijk haar aanhang te rekruteren in het zuiden van Zambia waar de partij haar thuisbasis heeft. Bij de verkiezingen in 2001 kwam de partij vanuit het niets op 49 zetels en werd daarmee de voornaamste oppositiepartij. Mazoka verwierf als presidentskandidaat 27% van de stemmen en eindigde daarmee op de tweede plaats. 
Sinds 2006, na het overlijden van Mazoka, staat de UPND onder leiding van de succesvolle zakenman en rancher Hakainde Hichilema die voorafgaande aan de verkiezingen van dat jaar een lijstverbinding vormde van UPND, UNIP en FDD - United Democratic Alliance - die echter bij de verkiezingen zelf bleef steken op 26 zetels. Hichilema eindigde bij de presidentsverkiezingen van 2006 op de derde plaats met 25% van de stemmen. Bij de presidentsverkiezingen twee jaar later, kreeg Hichilema 19% van de stemmen, ongeveer een zelfde percentage behaalde hij in 2011 bij de presidentsverkiezingen. 
Hichilema eindigde in 2015 bij de presidentsverkiezingen als tweede met 47,16% van de stemmen, slecht 1,5% minder dan de winnaar, Edgar Lungu van het Patriotic Front. Volgens sommige waarnemers werden de verkiezingen gewonnen door Hichilema, die daar zelf ook van overtuigd was. Bij de meest recente verkiezingen (2016) eindigde Hichilema wederom als tweede met 48% van de stemmen.
In de Nationale Vergadering (parlement) heeft de UPND momenteel 58 zetels en is na het Patriotic Front (PF) de grootste partij.

## Zetelverdeling
| Zetelverdeling Nationale Vergadering | Zetelverdeling Nationale Vergadering | Zetelverdeling Nationale Vergadering | Zetelverdeling Nationale Vergadering |
| jaar                                 | %                                    | zetels                               | totaal                               |
| ------------------------------------ | ------------------------------------ | ------------------------------------ | ------------------------------------ |
| 2001                                 | 23,77                                | 44                                   | 159                                  |
| 2006                                 | -                                    | 27                                   | 159                                  |
| 2011                                 | 17                                   | 28                                   | 159                                  |
| 2016                                 | 41,66                                | 58                                   | 167                                  |